# Mathias Tjärnqvist
Mathias Tjärnqvist (Umeå, 15 aprile 1979) è un ex hockeista su ghiaccio svedese.

## Biografia
Fratello minore di Daniel Tjärnqvist, in patria ha vestito a più riprese le maglie del Rögle BK (già a livello giovanile, poi dal 1996 al 1999, nella stagione 2008-2009 e dal 2012 al 2014), del Djurgården (dal 1999 al 2003 e dal 2009 al 2012) e dei Malmö Redhawks (nella stagione 2014-2015 in seconda serie, nelle prime partite della stagione successiva e poi nuovamente - dopo una breve esperienza in finlandia con l'JYP - a partire da gennaio 2016, in Svenska hockeyligan). Nella stagione del lockout 2004-2005 ha inoltre vestito la maglia dell'HV71. Ha vinto il titolo per due volte, entrambe col Djurgården, nel 1999-2000 e nel 2000-2001.
Nel 1999 fu scelto dai Dallas Stars al terzo giro, come 96ª scelta assoluta del draft. Firmò un contratto con gli Stars solo nel 2003, giocando peraltro la maggior parte della stagione con il farm team degli Utah Grizzlies. Dopo il lockout firmò un biennale, sempre con gli Stars, che venne prolungato già nell'estate successiva. Nel febbraio del 2007 passò tuttavia ai Phoenix Coyotes nell'ambito dello scambio che portò a Dallas Ladislav Nagy. Al termine della stagione 2007-2008 la sua esperienza nordamericana ebbe termine.
Ha vestito la maglia delle nazionali giovanili Under-18, Under-19 ed Under-20 e, a partire dal 1999, della nazionale maggiore. Ha vinto un argento al campionato europeo U-18 (1997) e due argenti ai campionati mondiali (2003 e 2004).